# ستانلي نيلسون
ستانلي نيلسون (بالإنجليزية: Stanley Nelson Jr.)‏ (و. 1951  م) هو مخرج أفلام، ومنتج أفلام أمريكي، ولد في نيويورك.

## التعليم
تعلم في كلية مدينة نيويورك، وتعلم في Beloit College ‏
.

## جوائز
حصل على جوائز منها:
- جائزة إيمي
- زمالة ماك آرثر
- الوسام الوطني للعلوم الإنسانية [الإنجليزية]‏ (2013)

## وصلات خارجية
- ستانلي نيلسون على موقع IMDb (الإنجليزية)
- ستانلي نيلسون على موقع ألو سيني (الفرنسية)
- ستانلي نيلسون على موقع أول موفي (الإنجليزية)
- ستانلي نيلسون على موقع قاعدة بيانات الأفلام السويدية (السويدية)
- ستانلي نيلسون على موقع قاعدة بيانات الفيلم (الإنجليزية)
- ستانلي نيلسون على موقع كينوبويسك (الروسية)